# Społeczne uczenie się
Społeczne uczenie się – proces uczenia się rozpatrywany w perspektywie szerszej niż tylko jednostkowa.
Według Marka S. Reeda jest to koncepcja uczenia się w skali społecznej, czyli szerszej niż jednostkowa lub grupowa, połączonego z interakcjami społecznymi jego uczestników. Ma to miejsce, gdy spełnione jest kryterium zaistnienia w jego wyniku zmian w zdolności pojmowania u jego uczestników, a zmiany te dotyczą również szerzej grup lub społeczności oraz towarzyszą im społeczne procesy i oddziaływania pomiędzy uczestnikami (aktorami) sieci społecznościowych. W konsekwencji może to, ale nie musi, prowadzić do zmiany postaw i zachowań.
Natomiast wcześniej Stanisław Konopacki, za Karlem Deutschem, opisał społeczne uczenie się jako kluczową kategorię komunikacji społecznej związanej z powstaniem państwa narodowego. Takie uczenie się doprowadziło do rozwinięcia się społeczeństw i wspólnot jednostek, które nabyły umiejętności rozumienia się i komunikowania się między sobą na poziomie wyższym niż te, które by wynikały ze zwykłej wymiany usług i towarów. Według badań danego przedmiotu na proces społecznego uczenia się wpływ mają uwarunkowania polityczne, gospodarcze oraz społeczne, a także geograficzne. Można tu wymienić np. oddziaływanie  przekazywania przesyłek pocztowych, prowadzenia rozmów telefonicznych, wykorzystywania innych form komunikowania się ludzi.
Współcześnie termin „społeczne uczenia się” jest łączony z pojęciem nauczania zdalnego (np. e-learning).